# 瑪麗亞·荷西·帕拉西奧斯
瑪麗亞·荷西·帕拉西奧斯·埃斯皮諾薩（西班牙語：María José Palacios Espinoza，1998年10月18日—）是一名厄瓜多女子拳擊運動員。她參加了2020年夏季奧林匹克運動會女子輕量級項目的比賽。

## 外部連結
- 瑪麗亞·荷西·帕拉西奧斯在Olympics.com（英语）
- 瑪麗亞·荷西·帕拉西奧斯在Olympedia（英语）